# Chochorowice
Chochorowice – wieś w Polsce położona w województwie małopolskim, w powiecie nowosądeckim, w gminie Podegrodzie.

## Położenie
Chochorowice położone są na granicy Beskidu Wyspowego z Kotliną Sądecką, na wysokości od 320 do 450 m n.p.m. Zajmuje 2,40 km² (3,7% powierzchni gminy). Położenie wsi na wzgórzu stanowi doskonały punkt widokowy na Sądecczyznę. Graniczy z: Brzezną, Podrzeczem, Niskową oraz z Trzetrzewiną.

## Toponimika nazwy
Dawniej wieś nazywała się Kochorowice, na co wskazują źródła historyczne, które zawierają zapisy: Kochorouicze (1280) i Kuchorowicy (1283). Jan Długosz w „Liber beneficiorum dioecesis Cracoviensis” podaje dwie nazwy: Chochorowicze i Chochorowice. Akta sądeckie z lat 1541–1551 podają nazwisko Nicolasa Chochorowskiego oraz Zofii Kochorowsiej ze wsi Kochorowice. Inwentarz starosądeckich Klarysek z 1698 roku przywołuje nazwisko pół zagrodnika i karczmarza Jana Chochorowskiego z Chochorowic. Nazwa wsi pochodzi od imienia Kuchor lub Chochor.

## Historia
Badania archeologiczne potwierdzają, że w IX i X w. istniała tu osada obronna.
Pierwszy dokument, w którym wymieniona jest nazwa wsi pochodzi z 6 lipca 1280. Wchodziła wtedy w skład posiadłości starosądeckich Klarysek. Wieś duchowna, własność klasztoru klarysek w Starym Sączu, położona była w drugiej połowie XVI wieku w powiecie sądeckim województwa krakowskiego. W 1579 wieś została wydzierżawiona przez klaryski Spytkowi Jordanowi z Zakliczyna. Istniała tu wtedy karczma z wyszynkiem i popasem, z której korzystali podróżni wędrujący z Polski na Węgry, traktem handlowym wzdłuż Dunajca i Popradu.
W latach 1975–1998 miejscowość administracyjnie należała do województwa nowosądeckiego.
Wierni Kościoła rzymskokatolickiego należą do parafii Najświętszego Ciała i Krwi Pana Jezusa w Brzeznej.

## Zabytki
Obiekt wpisany do rejestru zabytków nieruchomych województwa małopolskiego.
- Kapliczka.
Kapliczka wzniesiona w 1880. Wewnątrz bogato zdobiony ołtarz z obrazem Trójcy Świętej.

## OSP Chochorowice
Ochotnicza Straż Pożarna w Chochorowicach powstała w 2000 roku. Jednostka posiada na wyposażeniu: samochód Volkswagen Transporter z pełnym wyposażeniem oraz podstawowy sprzęt ratowniczy i gaśniczy.